# Megastomella
Megastomella es un género de foraminífero bentónico de la subfamilia Pseudoparrellinae, de la familia Pseudoparrellidae, de la superfamilia Discorbinelloidea, del suborden Rotaliina y del orden Rotaliida. Su especie tipo es Megastomella africana. Su rango cronoestratigráfico abarca el Mioceno.

## Clasificación
Megastomella incluye a las siguientes especies:
- Megastomella africana †
- Megastomella compressa †
- Megastomella kleinpelli †
- Megastomella kleinpelli var. conica †